# کوپرتوون (تنسی)
کوپرتوون(به انگلیسی: Coopertown) شهری در ایالت تنسی کشور ایالات متحده آمریکا است که جمعیت آن در سرشماری سال ۲۰۱۰ میلادی، ۴٬۲۷۸ نفر بوده‌است.